# Gibson ES-165
Gibson ES-165 je lubová kytara vyráběná firmou Gibson Guitar Corporation. V současné době se stále vyrábí i přesto, že již není na stránkách výrobce.
Herb měl původně kytaru ES-175, jež byla osazena jedním snímačem Gibson P-90. Kvůli problémům se zpětnou vazbou nechal nahradit snímače za humbuckery a tím dal vzniknout novému modelu s označením 165.
Kytara ES-165 byla původně osazena jedním 490R humbuckerem, jedním ovladačem hlasitosti (500kΩ) a jednou tónovou clonou (500KΩ s 0.022 μF). V roce 2004 byl snímač 490R nahrazen Gibson BJB a ovladač tónové clony byl odstraněn. Knoflík hlasitosti byl přesunut na pickguard.

## Umělci
Umělci, kteří hráli na tento model kytary:
- Herb Ellis
- Howard Roberts